# Antigone von Makedonien
Antigone von Makedonien (altgriechisch Ἀντιγόνη Antigónē; * 4. Jahrhundert v. Chr. in Makedonien; † unbekannt) war die Tochter von Kassandros, dem Bruder des makedonischen Feldherrn Antipatros.
Ihr sonst unbekannter Gatte hieß wohl Magas, dem sie die Tochter Berenike I., die spätere Gattin des ägyptischen Königs Ptolemaios I., gebar.